# 나가오 다메카게
나가오 다메카게(일본어: 長尾為景, 1471년 ~ 1537년 혹은 1543년)는 에치고의 센고쿠 다이묘이다. 우에스기 겐신(上杉謙信)의 아버지이자, 우에스기 가게카쓰(上杉景勝)의 외조부이다.

## 경력
1506년 9월, 엣추에서 아버지 나가오 요시카게가 전사(다메카게는 우에스기 후사요시가 원군을 보내지 않아서 아버지를 죽게 만들었던 것을 증오하고 있었다고도 전한다)했기 때문에 나가오 씨의 가독을 이어서 에치고 슈고다이가 되었다. 1507년 8월 "다메카게에게 모반의 기운이 있다"라고 하면서 슈고인 후사요시가 다메카게 토벌의 준비를 하고 있었기 때문에, 그 기선을 제압하여 후사요시의 거관(居館)을 습격한다. 도망 중에 후사요시가 자결하자, 그 양자인 우에스기 사다자네를 괴뢰로서 슈고에 옹립했다.
그러나 1509년, 자결했던 후사요시의 형 관동관령(關東管領) 우에스기 아키사다가 다메카게에 대하여 보복의 대군을 일으키자, 다메카게는 열세로 몰려서 사도(佐渡)로 도망갔다. 권토중래를 꾀하여 이듬해인 1510년에는 반격으로 전환하여, 나가모리하라(長森原)의 전투에서 퇴각하는 우에스기 군에게 맹공을 가해, 원군인 다카나시 마사모리(다메카게의 외조부)의 도움도 있어서 아키사다를 죽였다. 이에 따라, 빼앗겼던 에치고의 실권을 되찾는 데 성공했다.
하극상의 대표격의 한 명이지만, 조정이나 무로마치 막부의 권위를 존중하여, 자주 즉위 비용 등에 대해 헌금을 했다. 이에 따라 수작을 하여 시나노노카미가 되었던 것 외, 막부로부터 슈고의 격식 등을 허가받는다.
그 뒤는 엣추나 가가에서 싸우며, 진보 요시무네를 멸망시키고 엣추의 분군 슈고다이를 임명하는 등 세력을 확대하지만, 만년은 사다자네의 동생인 조조 사다노리 등 에치고 국내의 국인영주의 반란에 고심하여 1536년, 은거에 몰린다. 그러나, 이 해에는 조정으로부터 내란 평정의 유지를 받아, 다시 삼부이치가하라(三分一原)의 전투에서 승리하는 등 우세 아래 은거했기 때문에, 내란 진압에 전념하기 위한 은거였었을 가능성도 있다. 이전에는, 은거하고 얼마 안되어 1536년 2월 4일에 사망했다고 되어 있었지만, 최근에는, 사망한 해를 1542년 1월 29일이라는 설이 유력하며, 은거 후에도 얼마 동안 살아 있었던 게 된다.
사망 원인에 대해서는, 병사설이나 죠죠 측에 의한 암살설 등의 외에, 잇코잇키와의 전투에서 패해서 전사했다는 설도 있었지만, 이것은 다메카게의 아버지 구마카게와 혼동했던 것이며, 현재로서는 부정되고 있다.
다메카게는 실로 센고쿠 시대의 불씨를 당긴 "간웅"의 한 명이라고 말할 수 있을 것이다. 에치고를 자신의 것으로 하기 위해서라면, 주가타도(主家打到)도 간계도 서슴지 않고, 싸운 게 백회에 달했다고 전하고 있다. 후에 우에스기 아키사다의 아들인 노리후사 등은 "나가오 다메카게는 2대의 주군을 살해했던 천하에 예를 찾을 수 없는 간웅이다"라고 평하고 있을 정도이다.

## 등장 작품
- 『하늘과 땅과』(1969년, NHK 대하드라마)-연기자:다키자와 오사무(滝沢修)
- 『하늘과 땅과 여명편(天と地と〜黎明編)』(1990년, 일본 TV)-연기자:미후네 도시로(三船敏郞)

| 전임 나가오 요시카게 | 제7대 에치고 나가오 씨 당주 1506년 ~ 1536년 | 후임 나가오 하루카게 |